# Srikayangan
Srikayangan is een bestuurslaag in het regentschap Kulon Progo van de provincie Jogjakarta, Indonesië. Srikayangan telt 4719 inwoners (volkstelling 2010).